# ČSD T 478.1 sorozat
A ČSD T 478.1 (1988 után: ČD  751 sorozat) egy villamos erőátvitelű Bo'Bo' tengelyelrendezésű dízelmozdony-sorozat. A prototípus 1964-ben készült el, a sorozatgyártás 1966 és 1971 között történt.